# ヒルデガルト・ファルク
ヒルデガルト・ファルク （Hildegard Falck、1949年6月8日 - ）は、西ドイツの陸上競技選手。1972年ミュンヘンオリンピックの女子800m金メダリストである。

## 経歴
ファルクは、1971年7月に、800m走で、それまでユーゴスラビアのベラ・ニコリッチが持っていた2分00秒05の世界記録を破り、1分58秒5の公認記録としては女性で初めて2分の壁を突破する。
その翌年の、自国で開催された1972年ミュンヘンオリンピックに800mの代表として出場。1分58秒6のオリンピック新記録で金メダルを獲得。さらに4×400mリレーでも、アネッテ・リュケス、インゲ・ベディンク、リタ・ウィルデンとともに西ドイツの銅メダル獲得に貢献した。

## 主な実績
| 年   | 大会                     | 場所                       | 種目         | 結果 | 記録      |
| ---- | ------------------------ | -------------------------- | ------------ | ---- | --------- |
| 1971 | ヨーロッパ室内陸上選手権 | ソフィア（ブルガリア）     | 800m         | 1位  | 2分06秒1  |
| 1971 | ヨーロッパ陸上選手権     | ヘルシンキ（フィンランド） | 4×400mリレー | 2位  | 3分33秒0  |
| 1972 | オリンピック             | ミュンヘン（西ドイツ）     | 800m         | 1位  | 1分58秒55 |
| 1972 | オリンピック             | ミュンヘン（西ドイツ）     | 4×400mリレー | 3位  | 3分26秒5  |